# Megachile rufobarbata
Megachile rufobarbata är en biart som beskrevs av Cockerell 1936. Megachile rufobarbata ingår i släktet tapetserarbin, och familjen buksamlarbin. Inga underarter finns listade i Catalogue of Life.